# Mika Simola
Mika Simola, né le 24 août 1985, est un coureur cycliste finlandais, spécialiste de la piste.

## Biographie
En 2007, Mika Simola devient champion de Finlande sur route dans la catégorie espoirs (moins de 23 ans).
En 2016 et 2017, il représente son pays lors des championnats du monde sur piste dans la discipline du kilomètre.

## Palmarès sur route

### Par année
- 2007
  -  Champion de Finlande sur route espoirs
  - Pyhäjärvi ajot
- 2009
  - 3e étape de Tulva ajot
  - Pyhäjärvi ajot
- 2011
  - Fuji Peloton GP
- 2012
  - Lattomeri ajo
  - 3e du championnat de Finlande sur route
- 2013
  - 3e du championnat de Finlande sur route
- 2017
  - Prologue des Tavastia 3 Days

### Classements mondiaux
| Année           | 2009 | 2010 | 2011 | 2012 | 2013 | 2014 | 2015 | 2016 | 2017 | 2018   |
| --------------- | ---- | ---- | ---- | ---- | ---- | ---- | ---- | ---- | ---- | ------ |
| UCI Europe Tour | 770e |      |      |      | 618e |      |      |      |      | 1 490e |

## Palmarès sur piste

### Championnats du monde
- Londres 2016
  - 15e du kilomètre
- Hong Kong 2017
  - 27e du kilomètre

### Championnats nordiques
- 2017
  -  Médaillé de bronze de la vitesse

### Championnats nationaux
- 2014
  -  Champion de Finlande de l'omnium
- 2015
  -  Champion de Finlande du kilomètre
  -  Champion de Finlande de l'omnium
  - 2e du championnat de Finlande de poursuite
- 2022
  -  Champion de Finlande du kilomètre